# Julie Brown (Leichtathletin)
Julie Brown (Julie Ann Brown; * 4. Februar 1955 in Billings, Montana) ist eine ehemalige US-amerikanische Langstreckenläuferin.
Ursprünglich eine Mittelstreckenläuferin, wurde sie die erste Crossläuferin, die ein Stipendium an der University of California, Los Angeles (UCLA) erhielt. 1975 gewann sie die Crosslauf-Weltmeisterschaften in Rabat, 1978 und 1981 den nationalen Titel. Auch auf der Bahn zeichnete sie sich aus. 1975 stellte sie mit 35:00,4 min einen Weltrekord im 10.000-Meter-Lauf auf, 1974 und 1976 mit 16:38,0 min bzw. 16:14,0 min einen US-Rekord im 5000-Meter-Lauf.
1975 wurde sie nationale Meisterin im 1500-Meter-Lauf, 1979 in der Halle über 2 Meilen und 1980 im Freien über 3000 Meter.
1976 lief sie ihren ersten Marathon beim Western-Hemisphere-Marathon und war mit 2:45:33 h auf Anhieb die fünftschnellste Frau des Jahres. Zwei Jahre später gelang ihr mit 2:36:24 h, gelaufen bei der US-Meisterschaft in Eugene, eine Weltjahresbestzeit und nationaler Rekord. Nachdem der Boykott der USA eine Teilnahme an den Olympischen Spielen 1980 in Moskau verhindert hatte, verlegte sie sich endgültig auf die lange Strecke und wurde 1982 Zweite beim New-York-City-Marathon in 2:28:33 h. Als Siegerin des Avon-Marathons in Los Angeles holte sie erneut den nationalen Titel mit ihrer persönlichen Bestzeit von 2:26:26 h, bis heute die schnellste Zeit bei einer US-Meisterschaft. Brown belegt damit den vierten Platz in der US-amerikanischen Ewigen Bestenliste (Stand Dezember 2008).
Als Zweite der US-Meisterschaft im darauffolgenden Jahr qualifizierte sie sich für die Premiere des olympischen Frauenmarathons bei den Spielen in Los Angeles, kam jedoch wegen einer Erkrankung am Pfeiffer-Drüsenfieber nur auf den 36. Platz. Nach einem achten Platz beim New-York-Marathon 1985 beendete sie ihre sportliche Laufbahn und wurde Juristin.